# Матеївецька сільська територіальна громада
Матеївецька сільська громада — територіальна громада в Україні, в Коломийському районі Івано-Франківської області. Адміністративний центр — село Матеївці.
Площа громади — 78,61 км², населення — 6657 мешканців (2018).
Утворена 9 вересня 2016 року шляхом об'єднання Дебеславцівської, Матеєвецької, Пилипівської та Семаківської сільських рад Коломийського району.
12 червня 2020 року розширена шляхом долучення Трацької сільської ради Косівського району.

## Населені пункти
До складу громади входять 17 сіл:
- Ганнів
- Гуцулівка
- Дебеславці
- Залуччя
- Замулинці
- Корости
- Кривоброди
- Кринички
- Кропивище
- Липники
- Матеївці
- Перерив
- Пилипи
- Семаківці
- Трач
- Тростянка
- Цуцулин